# 차지호 (정치인)
차지호(車智浩, 1980년 7월 18일~)는 대한민국의 의사 및 인도주의 미래학자 출신 정치인이다. 현재 제22대 국회의원 (더불어민주당, 경기 오산시)이다.
부산 동아대학교 의과대학 의학과를 졸업한 뒤 2005년 4월 7일부터 2008년 4월 6일까지 경기도 안성시에 소재한 하나원에서 공중보건의사로 대체복무했다. 의사로서 부유한 삶을 영위할 수도 있었으나 하나원에서 만난 북한이탈주민들을 치료하며 사회적 시스템이 국민들에게 미치는 영향에 대해 인지하고, 인도주의학과 난민학 연구를 시작하는 계기가 됐다.
이후 옥스퍼드 대학교 대학원에서 난민학 석사 학위, 존스 홉킨스 대학교 대학원에서 국제보건학 박사 학위를 취득했으며 국경없는의사회, 세계보건기구, 휴먼라이츠워치 등 다양한 단체에서 일하며 국제적 위기 상황 속 피해를 받는 이들에 대한 구제 및 지원방안에 대한 고민과 연구를 국경을 가리지 않고 이어왔다.
국내에서는 한국과학기술원 (KAIST) 문술미래전략대학원 부교수로 학생들을 가르치면서 인도주의 미래학자로서 향후 글로벌 복합위기 속 대한민국의 대응 방향에 대해 연구했다.
2022년, 더불어민주당 국가인재위원회 영입인재로 영입되면서 정계에 입문했다. 제20대 대통령선거를 앞두고 중앙선거관리위원회에 이재명 대통령 후보 등록서류를 대신 제출했으며, 선거 운동 기간에 이재명 후보 공식 찬조 연설을 했다.
2023년, 당내 혁신을 위한 더불어민주당 김은경혁신위원회의 혁신위원으로 임명되면서 활동했다.
2024년, 제22대 국회의원 선거를 앞두고 더불어민주당 25호 영입인재로 소개되었으며 오산시 선거구에 전략공천되었다. 본 선거에서 59.01%의 득표율을 기록하면서 제22대 국회의원으로 당선되었다.

## 학력
- 동천고등학교 졸업
- 동아대학교 의과대학 의학 학사
- 옥스퍼드 대학교 대학원 국제개발학 석사
- 존스 홉킨스 대학교 대학원 국제보건학 박사

## 경력
- 세계보건기구 컨설턴트
- 국경없는의사회 의학 컨설턴트
- 오픈소사이어티재단 컨설턴트
- 휴먼라이츠와치 컨설턴트
- 존스 홉킨스 대학교 인도주의 의학센터 연구원
- 맨체스터 대학교 인도주의 및 평화학 교수
- 터프츠 대학교 파인스타인 국제학센터 객원연구원
- 대한민국대전환 선거대책위원회 팬데믹 국제특별위원장
- 더불어민주당 김은경 혁신위원회 혁신위원
- 한국과학기술원 문술미래전략대학원 부교수
- 2024년 4월 10일 대한민국 제22대 국회의원 선거 당선(경기 오산시, 더불어민주당, 초선)
- 2024년 5월~: 더불어민주당 경기도당 오산시 지역위원회 위원장
- 2024년 11월~2025년 8월: 더불어민주당 이재명 대표 사회특보단 미래비전특보
- 2024년 11월~: 더불어민주당 미래거버넌스위원회 총괄간사
- 2025년 6월~2025년 8월: 국정기획위원회 사회2분과 위원
- 2025년 8월~: 더불어민주당 디지털미래사무부총장

### 의정 활동
- 2024년 5월 30일~: 제22대 국회의원(경기 오산시, 더불어민주당, 초선)
  - 2024년 6월~: 제22대 국회 전반기 외교통일위원회 위원
  - 2025년 3월~: 제22대 국회 기후위기 특별위원회 위원
  - 2025년 6월~: 제22대 국회 전반기 예산결산특별위원회 위원

## 역대 선거 결과
| 실시년도 | 선거   | 대수 | 직책     | 선거구      | 정당         | 득표수   | 득표율          | 순위 | 당락 | 비고 |
| -------- | ------ | ---- | -------- | ----------- | ------------ | -------- | --------------- | ---- | ---- | ---- |
| 2024년   | 총선   | 22대 | 국회의원 | 경기 오산시 | 더불어민주당 | 67,619표 | \| \| 59.01% \| | 1위  |      | 초선 |
|          | 59.01% |      |          |             |              |          |                 |      |      |      |

## 소속 정당
| 소속 정당 | 소속 정당    | 소속 기간 | 비고      |
| --------- | ------------ | --------- | --------- |
|           | 더불어민주당 | 2022~현재 | 정계 입문 |

## 같이 보기
- 오산시 (선거구)
- 오산시의 국회의원